# Васильово (Клинський район)
Васильо́во (рос. Василёво) — село у складі міського поселення Клин Клинського району Московської області Російської Федерації.

## Розташування
Село Василево входить до складу міського поселення Клин, воно розташовано на південний захід від Клина, на березі річки Липня. Найближчі населені пункти Полуханово, Селинське, Клин.

## Населення
Станом на 2010 рік у селі проживало 38 людей